# Bob Pettit
Robert E. Lee "Bob" Pettit Jr., född 12 december 1932 i Baton Rouge, Louisiana, är en amerikansk tidigare basketspelare (power forward/center), som spelade elva säsonger i National Basketball Association (NBA) från 1954 till 1965, samtliga med Milwaukee / St. Louis Hawks (idag Atlanta Hawks).
Pettit blev den första spelaren att tilldelas utmärkelsen NBA Most Valuable Player Award, 1956. Han fick priset även en andra gång, 1959. 1971 blev han invald vid Naismith Memorial Basketball Hall of Fame.

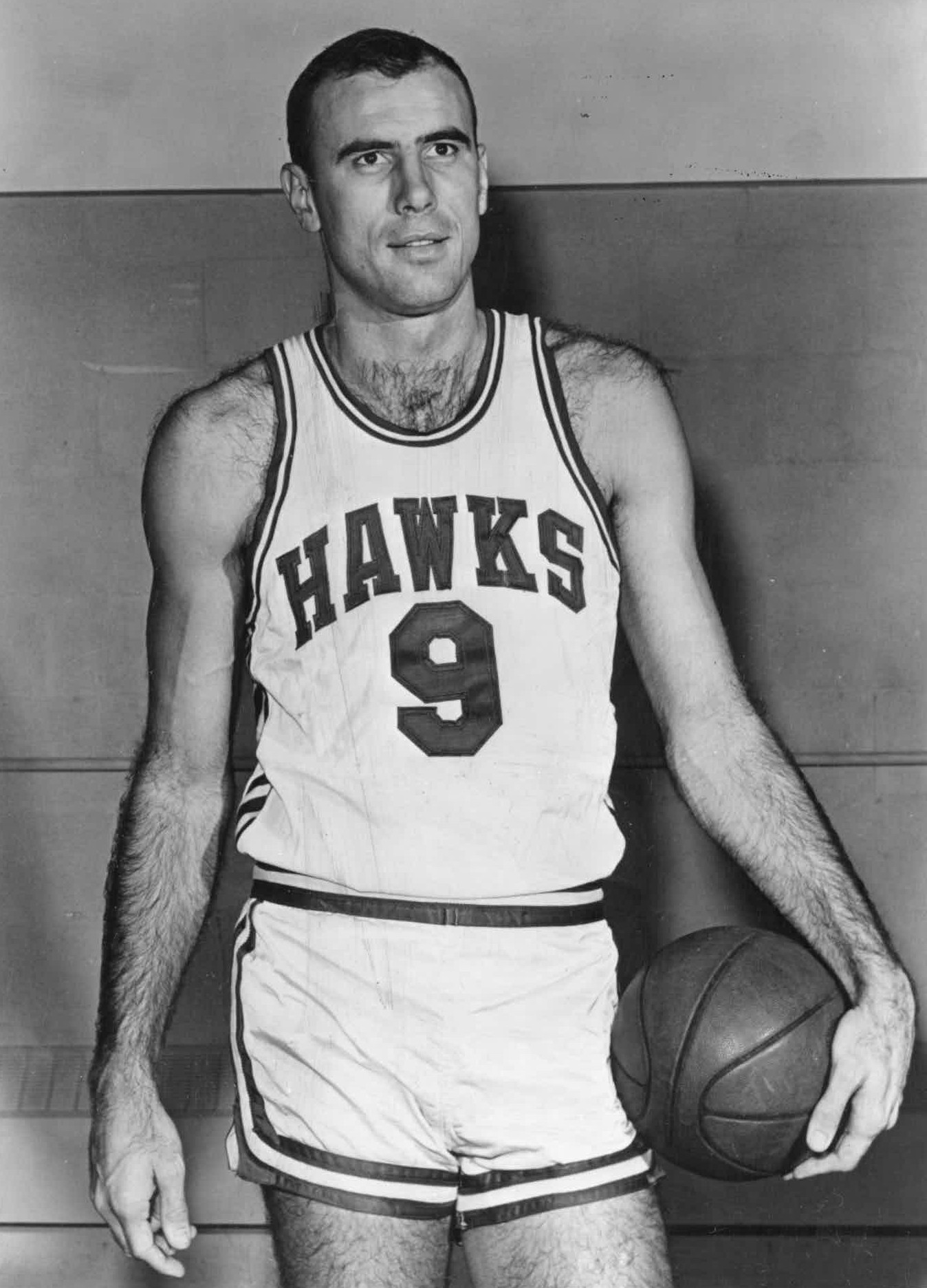
Bob Pettit, 1961.